# Wen'an
Wen'an är ett härad som lyder under Langfangs stad på prefekturnivå i Hebei-provinsen i norra Kina.